# Бочево (Борське сільське поселення)
Бочево (рос. Бочево) — присілок Бокситогорського району Ленінградської області Росії. Входить до складу Борського сільського поселення.
Населення — 6 осіб (2012 рік).

## Населення
| 2007 | 2010 | 2013 | 2014 | 2017 |
| ---- | ---- | ---- | ---- | ---- |
| 1    | ↗6   | →6   | →6   | ↗8   |